# Trachelas tanasevitchi
Espèce
Trachelas tanasevitchi est une espèce d'araignées aranéomorphes de la famille des Trachelidae.

## Distribution
Cette espèce est endémique du kraï de Khabarovsk en Russie,.

## Description
La femelle holotype mesure 3,2 mm.

## Étymologie
Cette espèce est nommée en l'honneur d'Andrei V. Tanasevitch.

## Publication originale
- Marusik & Kovblyuk, 2010 : The spider genus Trachelas L. Koch, 1872 (Aranei: Corinnidae) in Russia. Arthropoda Selecta, vol. 19, no 1, p. 21-27 (texte intégral).